# Mignanego
Mignanego település Olaszországban, Liguria régióban, Genova megyében. Lakosainak száma 3529 fő (2023. január 1.). Mignanego Campomorone, Fraconalto, Genova, Savignone, Voltaggio, Busalla és Serra Riccò községekkel határos.

## Népesség
A település lakossága az elmúlt években az alábbi módon változott:
| Lakosok száma | 3655 | 3607 | 3529 |
|               | 2017 | 2018 | 2023 |